# محسن صدری
محسن صدری سیاست‌مدار ایرانی بود، که در  دوره بیستم   بعنوان نماینده اصفهان در مجلس شورای ملی حضور داشت.